# Полуниха
Полуниха (Перуниха, Крутиха) — река в России, протекает в Свердловской области. Устье реки находится в 39 км по правому берегу реки Юрмыч. Длина реки составляет 16 км. 

## Данные водного реестра
По данным государственного водного реестра России относится к Иртышскому бассейновому округу, водохозяйственный участок реки — Пышма от Белоярского гидроузла и до устья, без реки Рефт от истока до Рефтинского гидроузла, речной подбассейн реки — Тобол. Речной бассейн реки — Иртыш.